# Cerco de Massília
O Cerco de Massília foi uma batalha, terrestre e naval, travada durante a Segunda Guerra Civil da República de Roma em 49 a.C..

## A batalha
Lúcio Domício Enobarbo havia sido nomeado procônsul da Gália e foi enviado para tomar o controle de Massília (atual Marselha) e enfrentar Júlio César. 
Após conquistar Roma e expulsar o Senado da cidade, César marchava para a província da Hispânia a fim de confrontar as forças leais a Pompeu na região. No caminho estava a cidade de Massília. O povo desta cidade fechou seus portões para César e se aliou aos pompeianos (a facção conservadora do Senado). O general então ordenou que o cerco começasse, deixando três legiões (XVII, XVIII e XIX) para conduzir a batalha. Estas foram as mesmas legiões que seriam destruídas na batalha da Floresta de Teutoburgo cinquenta e oito anos depois. Décimo Júnio Bruto Albino foi colocado no comando de sua frota para atacar a cidade.
Após o começo do cerco, Enobarbo chegou a Massília para defendê-la dos ataques cesarianos. Ao fim de junho, os navios de César, apesar da inferioridade numérica, se saíram vitoriosos na batalha naval que aconteceu na costa da cidade.
Caio Trebônio, um legado leal a Cesar, comandou o cerco usando vários armas de cerco, como torres de cerco, rampas e aríetes. Caio Escribônio Curião, não conseguiu guardar adequadamente o estreito da Sicília e acabou permitindo que Lúcio Nasídio trouxesse mais embarcações para ajudar Enobarbo. Uma segunda batalha naval foi então travada, desta vez contra Décimo Bruto, que acabou sendo igualmente derrotado e teve de partir para a Hispânia.
O povo da cidade resistiu contra os ataques das forças cesarianas, mas as muralhas enfraqueciam a cada dia que passava. Parecia que eles não teriam escolha a não ser se render, mas, numa noite, em um ousado ataque, eles conseguiram destruir várias das armas de cerco cesarianas. Apesar disto, a cidade cedeu e se rendeu em setembro depois de quase seis meses de cerco.
Com a conquista de Massília, César mostrou sua misericórdia habitual e permitiu que Lúcio Enobarbo escapasse para a Tessália com apenas um navio. O destino de Massília foi igualmente tranquilo. A cidade manteve sua independência por causa de sua antiga amizade com Roma, mas boa parte das terras na região passaram para as mãos de Júlio César. Logo em seguida o general partiu para a Hispânia, onde travou nova batalha contra forças leais ao Senado, saindo-se também vitorioso (Batalha de Ilerda).